# Amir Batyrev
Amir Renatovič Batyrev (in russo Амир Ренатович Батырев?; Toronto, 11 marzo 2002) è un calciatore russo con cittadinanza canadese, centrocampista del Soči.

## Carriera
Nato a Toronto in una famiglia di origini russe, è cresciuto nei settori giovanili di Toronto FC e Vancouver Whitecaps. Nel 2021 è stato acquistato dal Tver', formazione militante nella terza divisione russa. Il 10 luglio 2022 è stato ingaggiato dal Soči e il 7 agosto successivo ha fatto il suo esordio in Prem'er-Liga, disputando l'incontro vinto 2-1 contro il Nižnij Novgorod.

## Statistiche

### Presenze e reti nei club
Statistiche aggiornate al 1º ottobre 2022.
| Stagione        | Squadra         | Campionato      | Campionato | Campionato | Coppe nazionali | Coppe nazionali | Coppe nazionali | Coppe continentali | Coppe continentali | Coppe continentali | Altre coppe | Altre coppe | Altre coppe | Totale | Totale |
| Stagione        | Squadra         | Comp            | Pres       | Reti       | Comp            | Pres            | Reti            | Comp               | Pres               | Reti               | Comp        | Pres        | Reti        | Pres   | Reti   |
| --------------- | --------------- | --------------- | ---------- | ---------- | --------------- | --------------- | --------------- | ------------------ | ------------------ | ------------------ | ----------- | ----------- | ----------- | ------ | ------ |
| 2021-2022       | Tver'           | 2D              | 10         | 2          | CR              | 0               | 0               |                    | -                  | -                  |             | -           | -           | 10     | 2      |
| 2022-2023       | Soči            | PL              | 4          | 0          | CR              | 2               | 1               |                    | -                  | -                  |             | -           | -           | 6      | 1      |
| Totale carriera | Totale carriera | Totale carriera | 14         | 2          |                 | 2               | 1               |                    | -                  | -                  |             | -           | -           | 16     | 3      |